# Центральноамериканская Конфедерация
Центральноамериканская Конфедерация (исп. Confederación de Centroamérica) — конфедерация, образованная в 1842 году Сальвадором, Гондурасом и Никарагуа.

## Создание
В 1837—1840 годах произошёл распад Федеративной Республики Центральной Америки, однако у ряда политиков образовавшихся государств по-прежнему была жива идея о том, что территории, в колониальное время составлявшие вице-королевство Новая Испания, должны продолжать быть единым политическим образованием. В 1842 году представители трёх центральноамериканских государств собрались в никарагуанском городе Чинандеге, и 17 июля 1842 года была принята Чинандегская конвенция, провозгласившая образование конфедерации. 27 июля 1842 года было решено создать единые органы законодательной, исполнительной и судебной власти. Был учреждён пост главы конфедерации (исп. Supremo Delegado, «верховного делегата»), на который был избран Хуан Хосе Каньяс (в 1843 году его сменил Фруто Чаморро Перес), но так как каждое из государств-членов сохранило собственного главу государства со всей полнотой власти, то эта должность оказалась чисто номинальной.
Приглашение присоединиться к конфедерации было направлено Гватемале и Коста-Рике, также ранее входившим в Федеративную Республику Центральной Америки. Гватемала сразу ответила отказом, а Коста-Рика согласилась 6 декабря 1843 года, выдвинув при этом ряд предложений о реформировании соглашения; так как эти предложения не были рассмотрены, то и присоединение Коста-Рики не вступило в силу.

## Парламент
В марте 1844 года в соответствии с Чинандегской конвенцией был образован парламент конфедерации, состоящий из представителей Сальвадора, Гондураса и Никарагуа. Коста-Рика также назначила своих делегатов, но в связи с тем, что так и не было получено ответа на условия, на которых страна соглашалась присоединиться к конфедерации, делегаты так и не были посланы.

## Распад
Жизнь конфедерации оказалась бурной и короткой. Великобритания (претендовавшая на Москитовый берег) отказала ей в признании, отношения с Гватемалой обострились, а хуже всего — началась война между входящими в неё странами после того, как в Сальвадоре к власти пришли консерваторы во главе с Франсиско Малеспином, а в Никарагуа обострилась борьба между либералами из Леона и консерваторами из Гранады.
В 1845 году Верховный делегат Чаморро предложил государствам-членам проект нового договора, однако до завершения срока его пребывания в должности никакого решения по нему так и не было принято. К тому моменту конфедерация уже практически прекратила своё существование.